# Premierzy Macedonii Północnej

## Republika Macedonii
- tymczasowo

| #   | Imię i Nazwisko                | Portret           | Kadencja          | Kadencja          | Partia polityczna | Partia polityczna | Rząd |
| #   | Imię i Nazwisko                | Portret           | Od                | Do                | Partia polityczna | Partia polityczna | Rząd |
| --- | ------------------------------ | ----------------- | ----------------- | ----------------- | ----------------- | ----------------- | ---- |
| 1   | Nikoła Klusew (1927–2008)      |                   | 20 marca 1991     | 17 sierpnia 1992  |                   | Bezpartyjny       | •    |
| 2   | Branko Crwenkowski (ur. 1962)  |                   | 17 sierpnia 1992  | 28 listopada 1994 |                   | SDSM              | 1    |
| 2   | Branko Crwenkowski (ur. 1962)  | 28 listopada 1994 | 30 listopada 1998 | 2                 |                   | SDSM              |      |
| 3   | Lubczo Georgiewski (ur. 1966)  |                   | 30 listopada 1998 | 1 listopada 2002  |                   | WMRO-DPMNE        | •    |
| (2) | Branko Crwenkowski (ur. 1962)  |                   | 1 listopada 2002  | 12 maja 2004      |                   | SDSM              | 3    |
| –   | Radmiła Szekerinska (ur. 1972) |                   | 12 maja 2004      | 2 czerwca 2004    |                   | SDSM              | 3    |
| 4   | Hari Kostow (ur. 1959)         |                   | 2 czerwca 2004    | 18 listopada 2004 |                   | Bezpartyjny       | •    |
| –   | Radmiła Szekerinska (ur. 1972) |                   | 18 listopada 2004 | 17 grudnia 2004   |                   | SDSM              | •    |
| 5   | Włado Buczkowski (ur. 1962)    |                   | 17 grudnia 2004   | 27 sierpnia 2006  |                   | SDSM              | •    |
| 6   | Nikoła Gruewski (ur. 1970)     |                   | 27 sierpnia 2006  | 26 lipca 2008     |                   | WMRO-DPMNE        | 1    |
| 6   | Nikoła Gruewski (ur. 1970)     | 26 lipca 2008     | 28 lipca 2011     | 2                 |                   | WMRO-DPMNE        |      |
| 6   | Nikoła Gruewski (ur. 1970)     | 28 lipca 2011     | 19 czerwca 2014   | 3                 |                   | WMRO-DPMNE        |      |
| 6   | Nikoła Gruewski (ur. 1970)     | 19 czerwca 2014   | 18 stycznia 2016  | 4                 |                   | WMRO-DPMNE        |      |
| 7   | Emił Dimitriew (ur. 1979)      |                   | 18 stycznia 2016  | 31 maja 2017      |                   | WMRO-DPMNE        | •    |
| 8   | Zoran Zaew (ur. 1974)          |                   | 31 maja 2017      | 3 stycznia 2020   |                   | SDSM              | 1    |
| 9   | Oliwer Spasowski (ur. 1976)    |                   | 3 stycznia 2020   | 30 sierpnia 2020  | •                 | SDSM              |      |
| (8) | Zoran Zaew (ur. 1974)          |                   | 30 sierpnia 2020  | 16 stycznia 2022  | 2                 | SDSM              |      |
| 10  | Dimitar Kowaczewski (ur. 1974) |                   | 16 stycznia 2022  | 28 stycznia 2024  | •                 | SDSM              |      |
| 11  | Talat Xhaferi (ur. 1962)       |                   | 28 stycznia 2024  | 24 czerwca 2024   |                   | DUI               | •    |
| 12  | Hristijan Mickoski (ur. 1977)  |                   | 24 czerwca 2024   | nadal             |                   | WMRO-DPMNE        | •    |